# 정보 처리 언어
정보 처리 언어(Information Processing Language, IPL, 인포메이션 프로세싱 랭기지)는 랜드 연구소와 카네기 멜런 대학교에서 1956년 즈음 앨런 뉴얼, 클리프 쇼, 허버트 사이먼이 개발한 프로그래밍 언어이다. 뉴얼은 언어 특화 애플리케이션 프로그래머의 역할을 탐았고 쇼는 시스템 프로그래머 역할을 맡았으며 사이먼은 애플리케이션 프로그래머-사용자 역할을 맡았다.
리스트, 동적 메모리 할당, 자료형, 재귀, 인수로서의 함수, 제네레이터, 협업 멀티태스킹 등 단순 문제 해결을 수행하는 프로그램을 지원하기 위해 고안되었다. IPL은 어셈블리어 스타일의 리스트 처리 개념을 발명했다.